# Buxus sempervirens

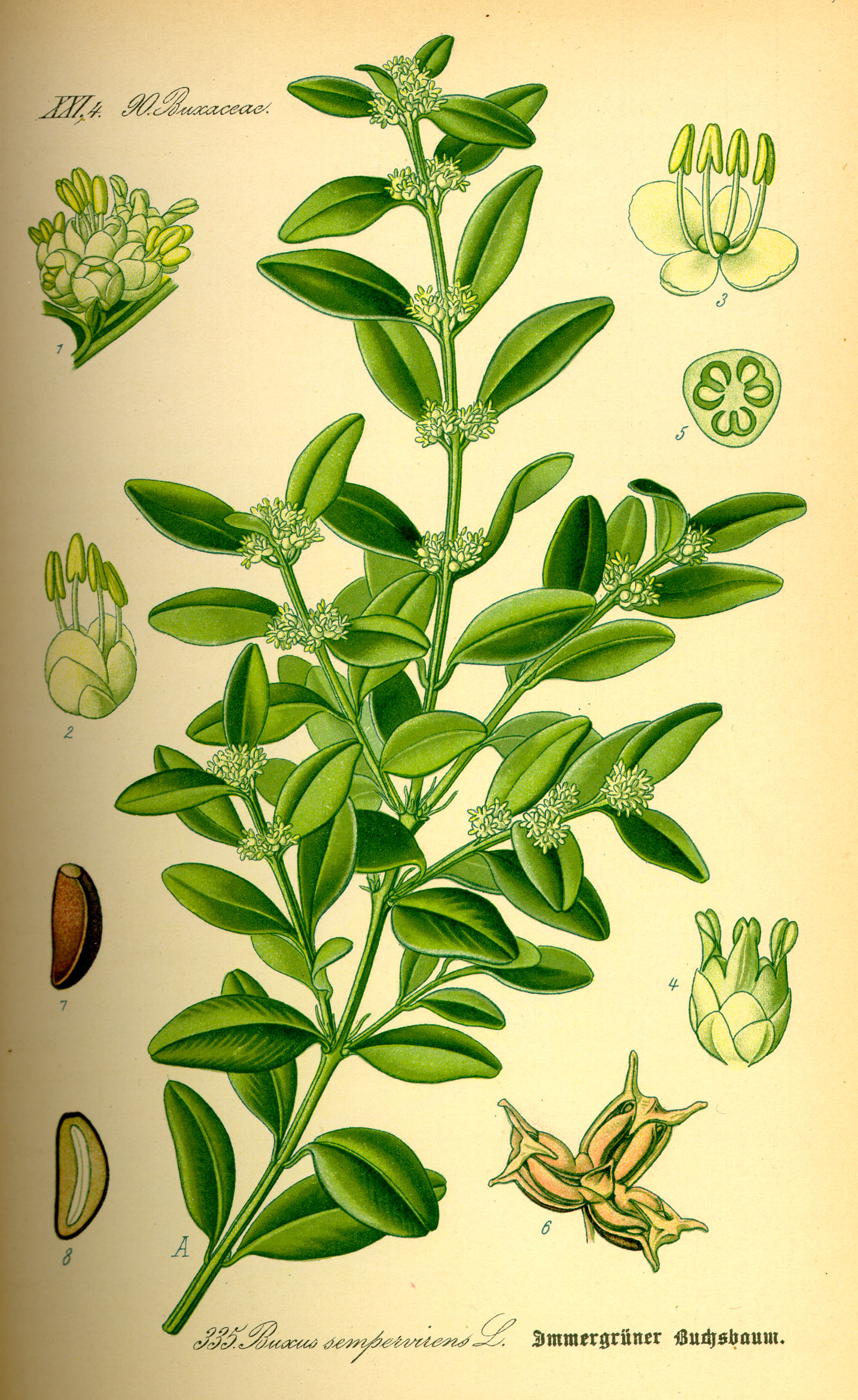
Hojas de boj común

Buxus sempervirens, el boj común, es un arbusto o pequeño árbol siempreverde, originario de Europa, donde crece en forma silvestre desde las islas británicas hasta la costa del mar Mediterráneo y del mar Caspio. Se utiliza como ornamental en jardinería, y su madera dura y pesada se emplea en ebanistería para tallas delicadas.

## Descripción
El boj común es de hábito arbustivo o arbóreo; alcanza excepcionalmente los 12 m de altura, con un tallo muy ramificado cubierto de una corteza lisa en los ejemplares jóvenes, surcada de resquebrajaduras en los adultos, de color pardogrisáceo. Las hojas son lanceoladas a ovadas o elípticas, opuestas, coriáceas, de color verde oscuro por el haz y más claro en el envés, de hasta 30 mm, con el borde algo curvado hacia abajo.
Las flores son monoicas, con masculinas y femeninas presentes en el mismo ejemplar; aparecen a comienzos de primavera, en pequeñas inflorescencias de varias flores masculinas y una femenina en las axilas foliares. Miden unos 2 mm, de color amarillo, poco vistosas, carentes de corola, sin fragancia pero ricas en néctar, que atrae a himenópteros y dípteros. El fruto es una cápsula marrón o gris, coriácea, de alrededor de 1 cm de largo, que contiene numerosas semillas.

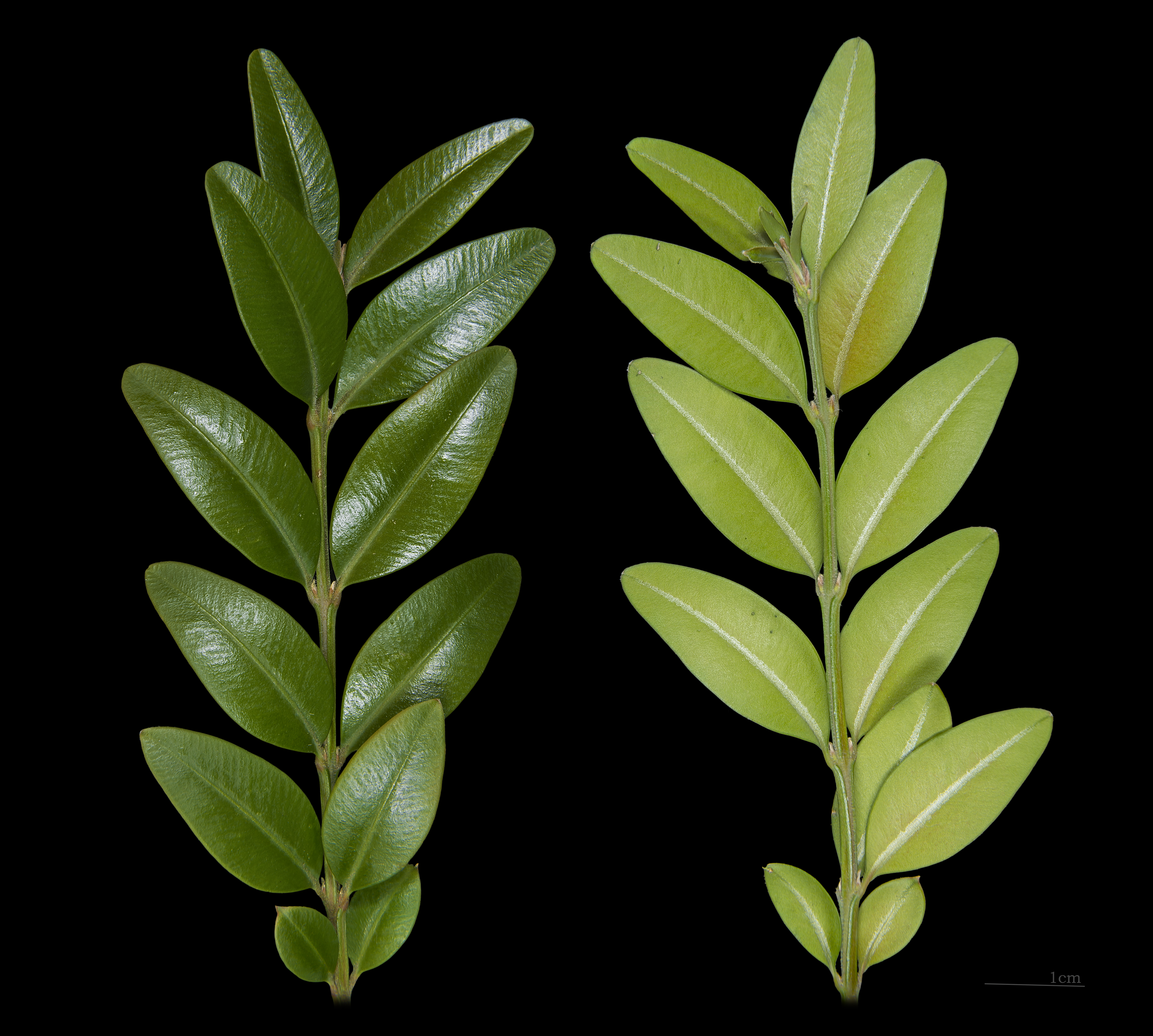
Hojas.
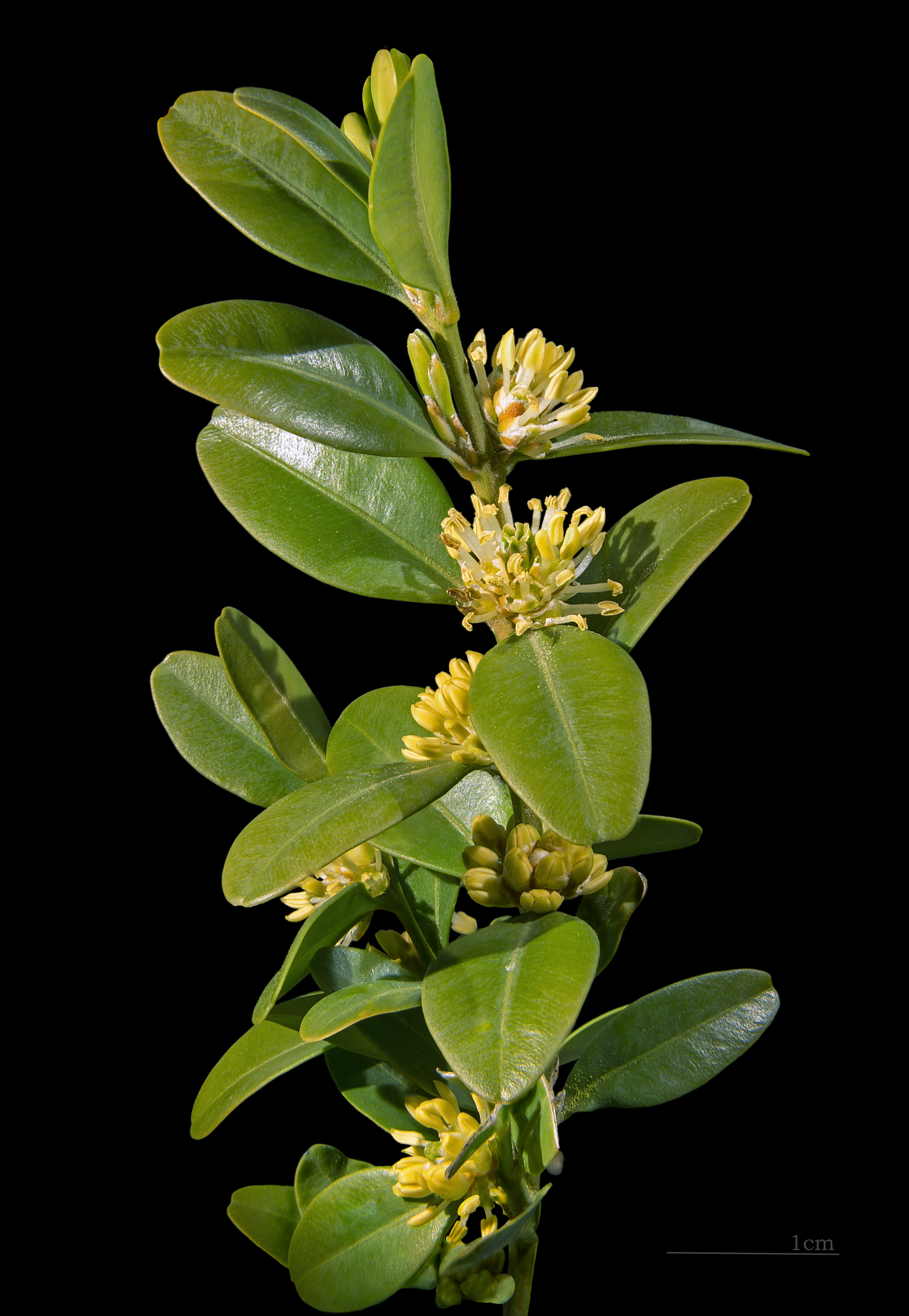
Flores.
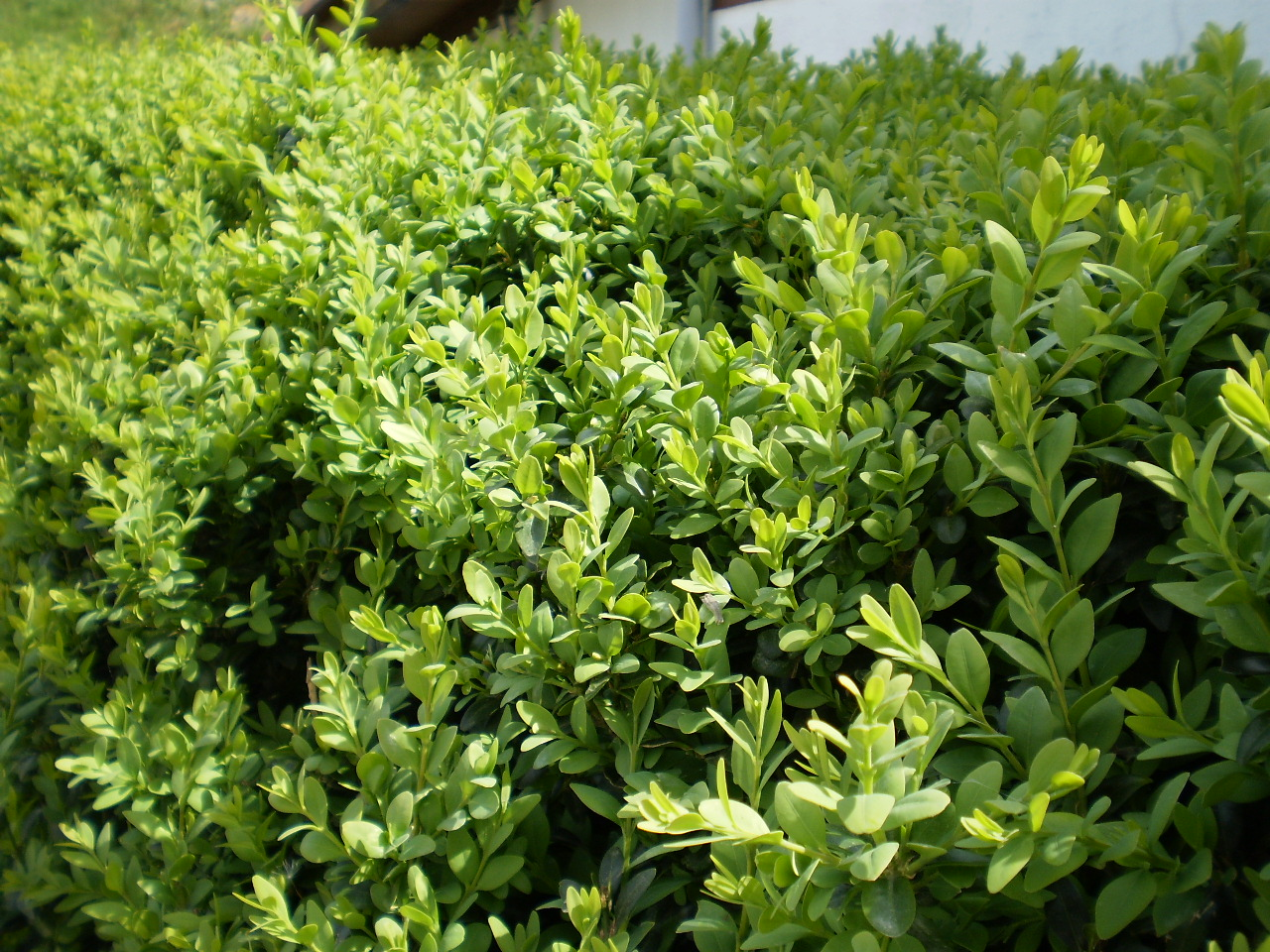
Seto de boj con abundantes hojas nuevas.
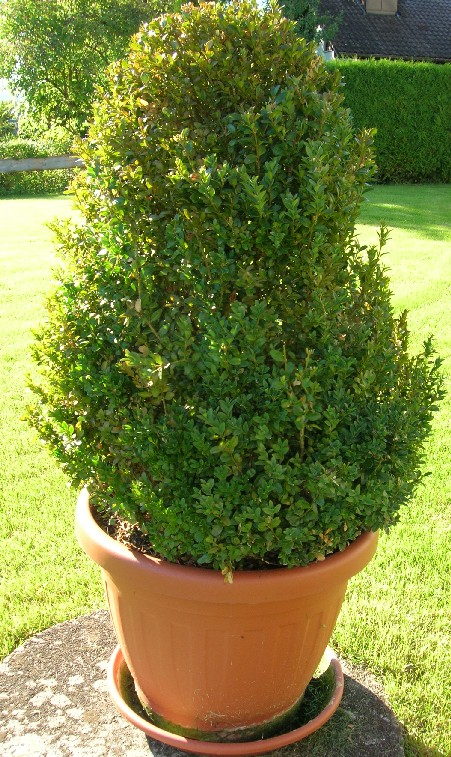
Como planta ornamental.

## Distribución y hábitat
Crece de forma silvestre en zonas de matas, colinas y otros terrenos secos y rocosos en Europa y Asia menor. Se cultiva con frecuencia como ornamental de jardinería, sobre todo para formar setos. Es de crecimiento muy lento, por lo que rara vez se produce de semilla, prefiriéndose la reproducción por esquejes. También en ambiente natural y silvestre se reproduce por estolones.
Prefiere la media sombra, aunque tolera el sol si cuenta con humedad suficiente. Prefiere suelos bien drenados, ricos, nunca encharcados, ligeramente calizos si no son neutros. Requiere de un invierno fresco, resiste bien las heladas, el viento y la sequía.
De crecimiento muy lento, puede llegar a vivir 600 años. Se da preferentemente sobre terrenos calcáreos de la zona norte y oriental de la península ibérica. Soporta bien las podas y no pierde el follaje en invierno. Puede brotar de cepa después del fuego.

## Enfermedades
Esta especie padece el ataque del hongo Pseudometria rousseliana, que produce el llamado cancro del boj, caracterizado por pústulas de color rosado o rojo vivo en las hojas y ramas; este disminuye marcadamente el vigor de la planta, y puede llegar a matarla. Se utilizan los preparados de cobre para combatirlo.
Otros hongos que lo afectan son Mycosphaerella patouillardi, que provoca la caída de las hojas y se manifiesta en un moteado blanco persistente; la Phyllosticta buxina, que muestra síntomas similares a la cancrosis de los cítricos; y Phytophthora cinnamomi, que afecta la raíz de manera incurable.
Desde su introducción en Europa en 2006, la polilla del boj (Cydalima perspectalis) ha causado graves defoliaciones a plantas de Buxus sempervirens y de Buxus colchica, siendo plaga en algunos lugares.

## Toxicidad
Todos los órganos de Buxus sempervirens contienen sustancias cuyo consumo puede provocar problemas en la salud humana según el compendio publicado por la Autoridad Europea de Seguridad Alimentaria en 2012. En concreto se ha detectado la presencia de 
alcaloides esteroidales con grupos amina tales como la buxina, la ciclobuxina o la buxamina y alcaloides triterpenos tales como el diacetilbuxadina y la demetilciclomikuranina.

## Usos
Desde la época clásica, fue usado en Grecia y Roma para demarcar jardines formando setos. Aún después de la caída del Imperio romano debe haber perdurado su uso, puesto que Alberto Magno documenta en el siglo XIII que en la actual Alemania se conservaban ejemplares a ese efecto, aunque se ignora cuán extensamente. Con Claude Mollet gozó de gran aceptación en los elaborados jardines renacentistas.
La dureza y fino grano de su madera hizo que se utilizara como plancha para grabados e imprentas, así como para instrumentos de viento-madera.
Madera muy dura y amarillenta, muy pesada. Se usa para mazas de tallista e incluso como sustituto del marfil y del ébano (convenientemente teñido de negro). En ebanistería, se usa para trabajos de torneado y pequeños utensilios caseros, por su estructura homogénea y no fibrosa (cucharas, paletas, etc.). Son arquetípicas las figuras de ajedrez de boj y también cucharas, palas y tenedores culinarios. Las hojas se han usado como sustituto del lúpulo en la fabricación de cerveza. En jardinería para formación de setos.

### Usos en medicina
Las hojas y frutos son tóxicos, pero no para algunas aves que dispersan las semillas. Contienen varios alcaloides, en especial ciclobuxina D, que se concentra hasta en un 3% en las hojas y corteza. La ciclobuxina tiene una dosis media letal de 0,1 mg por kilo de peso. Sin embargo, se atribuyen a su decocto propiedades medicinales, contra la malaria y las infecciones intestinales sobre todo. Su uso es sumamente peligroso; una sobredosis ligera puede producir vómitos, pero resulta fatal en concentraciones más elevadas.
Los alcaloides esteroídicos le confieren propiedades como sudorífico, laxantes-purgantes, según la dosificación, colagogo y cardiotónico. Tópicamente se ha usado como antiséptico. La corteza se ha usado como antihelmítico, las hojas como sucedáneo de la quinina en fiebres maláricas. La destilación da un aceite esencial eficaz en odontología. Indicado para disquinesias hepatobiliares, estreñimiento, reumatismos (como depurativo). Heridas, alopecia, psoriasis y dermatitis seborréica del cuero cabelludo.
Contraindicado con tratamientos con parasimpaticolíticos, hipotensión, convalecencia, embarazo, lactancia y niños menores de quince años, gastritis, ulcus gastroduodenal. Puede producir irritación de las mucosas digestivas. No es recomendable su uso como purgante: puede causar dolores cólicos por irritación gastrointestinal y, en dosis mayores, trastornos nerviosos y respiratorios, por su acción sobre el sistema nervioso central. Cuando se aplica tópicamente, puede producir dermatitis de contacto.
Se usan la corteza de la raíz y las hojas. Se recolecta durante todo el año. Infusión uso interno: una cucharadita de café por taza. Infundir diez minutos. Tomar tres veces al día (recordar que puede producir irritación gástrica). Infusión uso externo al 5% en forma de lavados o lociones.
Principios activos:
- alcaloides esteroídicos: 
  - buxina
  - cloprotobuxina
  - parabuxina
  - buxinidina
  - parabuxinidina
  - buxinamina
- otros alcaloides secundarios:
  - beberina
  - bebuxina
  - buxalfina
  - buxamina
  - buxaminol
- aceite esencial butiráceo
- taninos.

## Taxonomía
Buxus sempervirens fue descrita por Carlos Linneo y publicado en Species Plantarum 2: 983. 1753.
Sinonimia
- Buxus angustifolia Mill.
- Buxus arborescens Mill.
- Buxus argentea Steud.
- Buxus aurea Steud.
- Buxus caucasica K.Koch
- Buxus colchica Pojark.
- Buxus crispa K.Koch
- Buxus cucullata K.Koch
- Buxus elegantissima K.Koch
- Buxus fruticosa Borkh.
- Buxus handsworthii K.Koch
- Buxus macrophylla Dippel
- Buxus marginata Steud.
- Buxus mucronata Baill.
- Buxus myrtifolia Lam.
- Buxus rosmarinifolia Baill.
- Buxus salicifolia K.Koch
- Buxus suffruticosa Mill.
- Buxus tenuifolia Baill.
- Buxus variegata Steud.
- Buxus vulgaris Bubani
- Buxus hyrcana Pojark. [1947[9][10]

## Nombres comunes
- Castellano: alarguez, alarquez, alazquez, arrayán, boj, boje, box, box común, box dorado, boxe, box grande, box menor de parterre, box pintado, bucho, buixo, bujarro, buje, bujo, buxaquera, buxo, buxo arbóreo, buxo ordinario, corona, sargatillo.[11]